# Günter Thiele (Verwaltungsjurist)
Günter Thiele (* 9. November 1927 in Schwerte; † 13. Mai 2010 in Köln) war ein deutscher Verwaltungsjurist. Er wirkte vor allem als Staatssekretär in Nordrhein-Westfalen.

## Werdegang
Thiele wurde 1944 als Junge zum Kriegsdienst eingezogen und geriet in Gefangenschaft. Von 1949 bis 1953 studierte er Rechtswissenschaften und legte 1952 die erste, 1957 die Große Staatsprüfung ab. Während seines Studiums wurde er 1951 Mitglied der Burschenschaft Salingia Halle zu Münster. 1957 trat er als Assessor bei der Bezirksregierung Arnsberg in den Verwaltungsdienst des Landes Nordrhein-Westfalen ein. Er wurde 1960 zum Regierungsrat, 1963 zum Oberregierungsrat, 1965 zum Regierungsdirektor und 1966 zum Leitenden Regierungsdirektor ernannt.
1970 wechselte er als Leitender Ministerialrat in das Innenministerium des Landes Nordrhein-Westfalen. Ab 1971 war er hinter Hans Otto Bäumer Regierungsvizepräsident der Bezirksregierung Düsseldorf. Von 1973 bis zum Eintritt in den Ruhestand 1982 war er Staatssekretär im Kultusministerium. Zudem war er Vorsitzender der Sektion Bundesrepublik Deutschland im IAKS, dessen internationalem Vorstand er ebenfalls angehörte, tätig und war Mitglied der Gesellschaft der Freunde der Sporthochschule Köln sowie des Messerats boot in Düsseldorf. Bis 1982 war Thiele stellvertretender Vorsitzender des Stiftungsrats der Stiftung Preußischer Kulturbesitz in Berlin. Außerdem war er FDP-Mitglied, Sachverständiger in Bundesfachausschüssen für Bildungs-Wissenschaft, Kultur und Sport sowie als Rechtsanwalt tätig. Er lebte in Köln-Lindenthal.

## Ehrungen
- 1974: Verdienstkreuz am Bande der Bundesrepublik Deutschland
- 1978: Verdienstkreuz 1. Klasse der Bundesrepublik Deutschland[3]
- 1983: Großes Verdienstkreuz der Bundesrepublik Deutschland